# Swanage
Swanage est une petite ville du Dorset, Angleterre, située à l'extrémité Est de l'île de Purbeck, à environ 10 km au sud de Poole et 40 km au sud de Dorchester. Sa population est de 10 124 habitants.

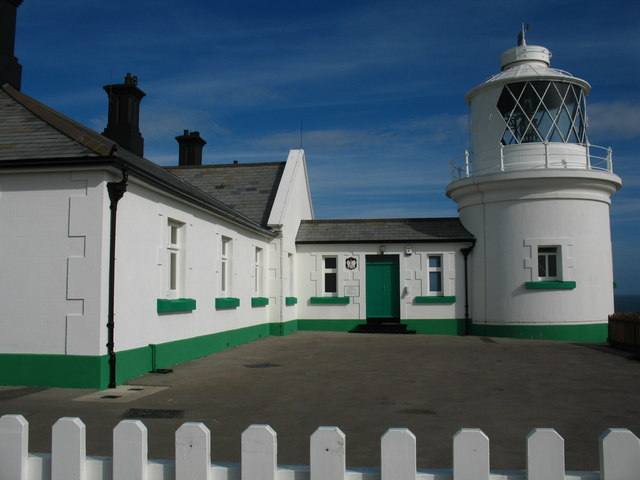
Le phare d'Anvil Point
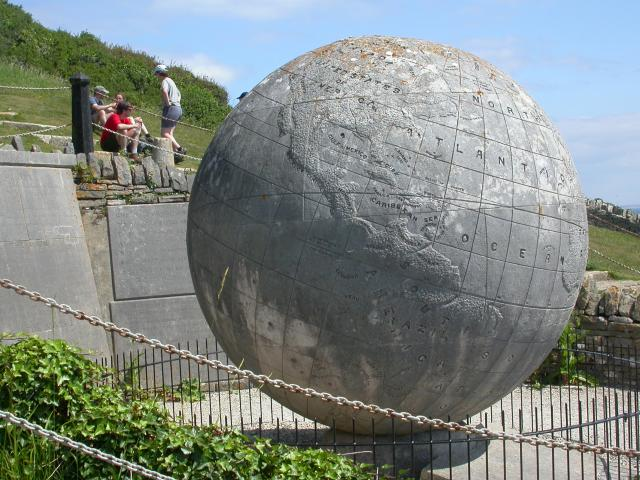
Le grand globe terrestre.
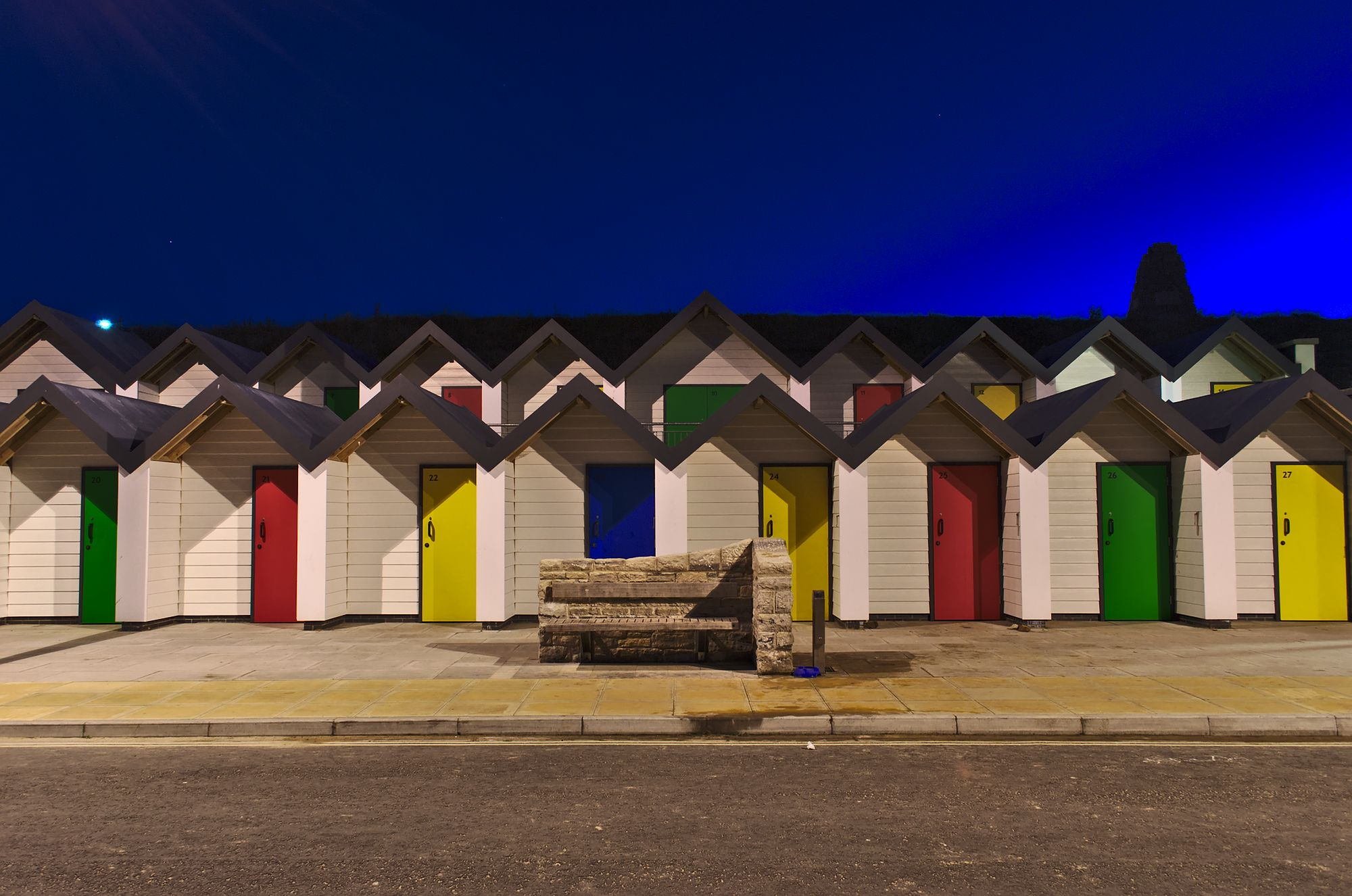
Cabanes de plage à Swanage. Juillet 2016.

## Histoire
La ville fut un petit port de pêche jusqu'à l'époque victorienne lorsqu'elle devient une station balnéaire. 
Au sud de la ville se trouve un grand globe terrestre fait en 1887 de pierre de Portland.
On trouve également à proximité de la ville les Rochers du vieil Harry.

## Personnalités liées à la ville
- Robert Brown (1921-2003), acteur, y est né et mort ;
- Helen McNicoll (1879-1915), peintre canadienne, y est morte ;
- James Meade (1907-1995), économiste, y est né ;
- P. K. Page (1916-2010), artiste canadienne, poète, romancière, scénariste, dramaturge, essayiste, journaliste, librettiste et professeur, y est né ;
- William Renshaw (1861-1904), joueur de tennis, y est mort.

## Jumelage
- Rüdesheim am Rhein (Allemagne)